# Fittja församling
Fittja församling var en församling i Uppsala stift och i Enköpings kommun i Uppsala län. Församlingen uppgick 2010 i Lagunda församling.

## Administrativ historik
Församlingen har medeltida ursprung. 
Församlingen utgjorde under medeltiden ett eget pastorat för att därefter till 1 maj 1867 vara moderförsamling i pastoratet Fittja och Hjälsta. Från 1 maj 1867 till 1962 var församlingen annexförsamling i Hjälstaholms pastorat för att från 1962 till 2010 vara annexförsamling i Gryta pastorat. Församlingen uppgick 2010 i Lagunda församling.

## Kyrkor
- Fittja kyrka